# Leskea latifolia
Leskea latifolia là một loài Rêu trong họ Leskeaceae. Loài này được Lindb. ex Broth. mô tả khoa học đầu tiên năm 1892.